# アキニレ
アキニレ（秋楡、学名: Ulmus parvifolia）はニレ科ニレ属の落葉高木。東アジアから東南アジアに分布し、河原など水辺や湿ったところに生えることが多い。秋に花が咲き、晩秋に黄葉と実がなるのが特徴。性質は強健で、公園樹や街路樹として植栽もされる。別名イシゲヤキ、カワラゲヤキ。

## 名前と分類
和名「アキニレ」は「秋楡」と書き、これは初秋に花が咲き、晩秋に実がつくという生態的特徴からきているといわれる。「ニレ」の語源は、樹皮を剥がすとヌルヌルし、それを意味する古語「ぬれ」が転訛したものとされる。別名としてイシゲヤキやカワラゲヤキとよばれ、これは形態的特徴、特に樹形や樹皮の様子がケヤキ（Zelkova serrata）に似ていること、イシ、カワラは木材が石のように硬いこと、生息地として河原を好むことからきている。
英名は樹皮の特徴をつかんだ lacebark elm（滑らかな樹皮のニレ）や分布地に因む Chinese elm（中国のニレ）、中国名は「榔楡」。
学名の種小名 parvifolia は「小さい葉」の意味で、ニレ属としては葉が小さめであることに由来する。

## 分布・生育地
中国大陸の広い範囲と朝鮮半島、インドシナ半島、日本、台湾に分布。日本では東海地方以西の本州、四国、九州で主に西日本に分布する。比較的水辺を好み谷の斜面下部や川沿いなどの肥沃湿潤な土地でよく見られる。

## 形態・生態
落葉広葉樹の高木で、樹高13 - 15メートル (m) 、直径0.6 m程度に達する。最高樹高30 mを超えるハルニレ（Ulmus davidana var. japonica）に比べると小型で、葉も小さい。
樹皮は灰褐色で小さな皮目があり、ハルニレのように縦に深く割れず平滑で、同じ科のケヤキ（Zelkova serrata、ニレ科ケヤキ属）のように一部が剥がれ落ちる。これは師部の二次組織が部分的にできるためだという。別名のイシゲヤキ、カワラゲヤキはこれらの樹皮の特徴が語源である。一年枝は赤褐色で短毛があり、ニレ科共通でジグザグ状に伸びる（仮軸分枝）。
葉は互生し、葉身は長さ2 - 6センチメートル (cm) 弱と小さめで倒卵型から長楕円形、普通の葉基部は左右非対称、葉縁には鋸歯があり二重鋸歯と呼ばれるタイプであるが、本種の葉は普通の鋸歯に見えることがしばしばある。ハルニレと比べると葉は小さい。秋には黄葉し、黄色や赤褐色に染まって、実が熟すころには落葉する。葉が地上に落ちるとやがて褐色に変化する。
開花時期は9月ごろ。本年枝の葉腋から、淡黄色の両性花を束生する。花粉は風によって散布する風媒花である。花の咲く時期に特徴があり、ハルニレのように春に開花する種類が多いニレ属の中でも珍しい秋開花の種で、和名の由来にもなっている。このような秋に開花する種は日本のニレ属で本種が唯一、世界的に見ても本種の他にアメリカ南部に2種が知られるのみである。
果期は11月。果実は翼果で、長さ7 - 13ミリメートル (mm) の楕円形の実は晩秋には淡褐色に熟す。翼果は冬でも残ることがある。
冬芽は卵形で小さく、4 - 5枚の芽鱗に包まれておりやや毛がある。横に副芽をつけることもある。枝先には仮頂芽をつけ、側芽は枝に互生する。花芽は一年枝につく。葉痕は半円形で、維管束痕が3個つく。

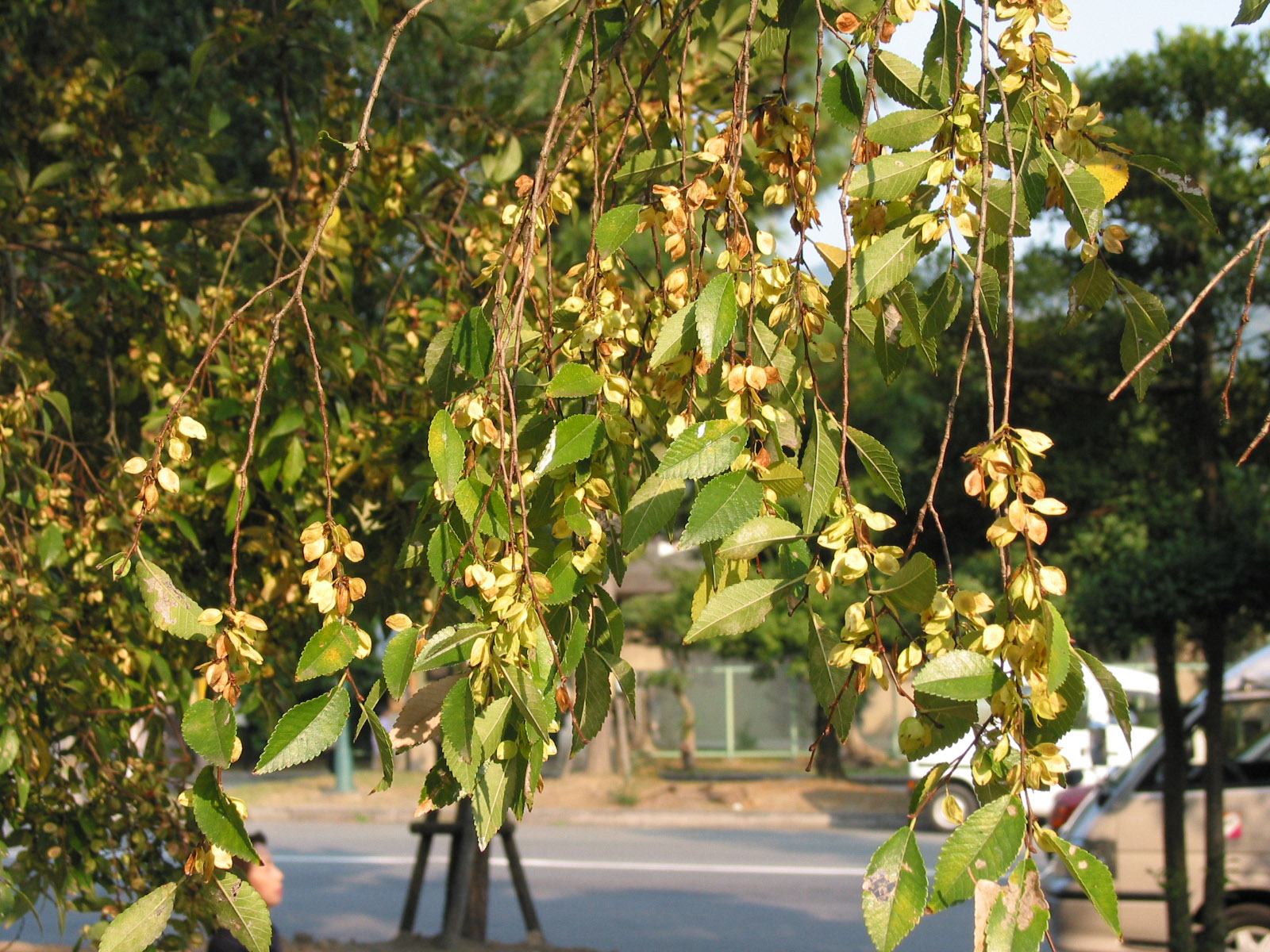
果実
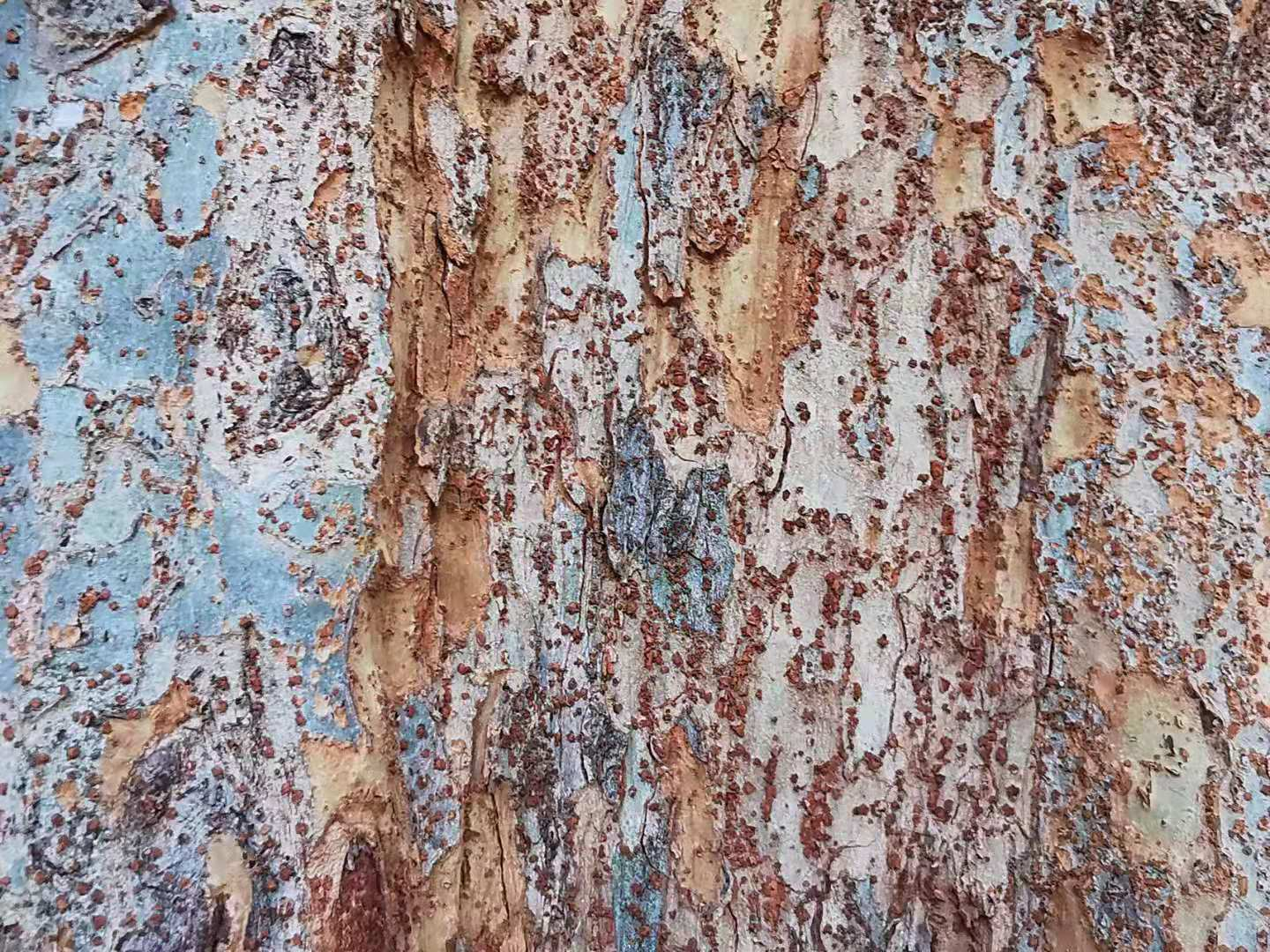
樹皮
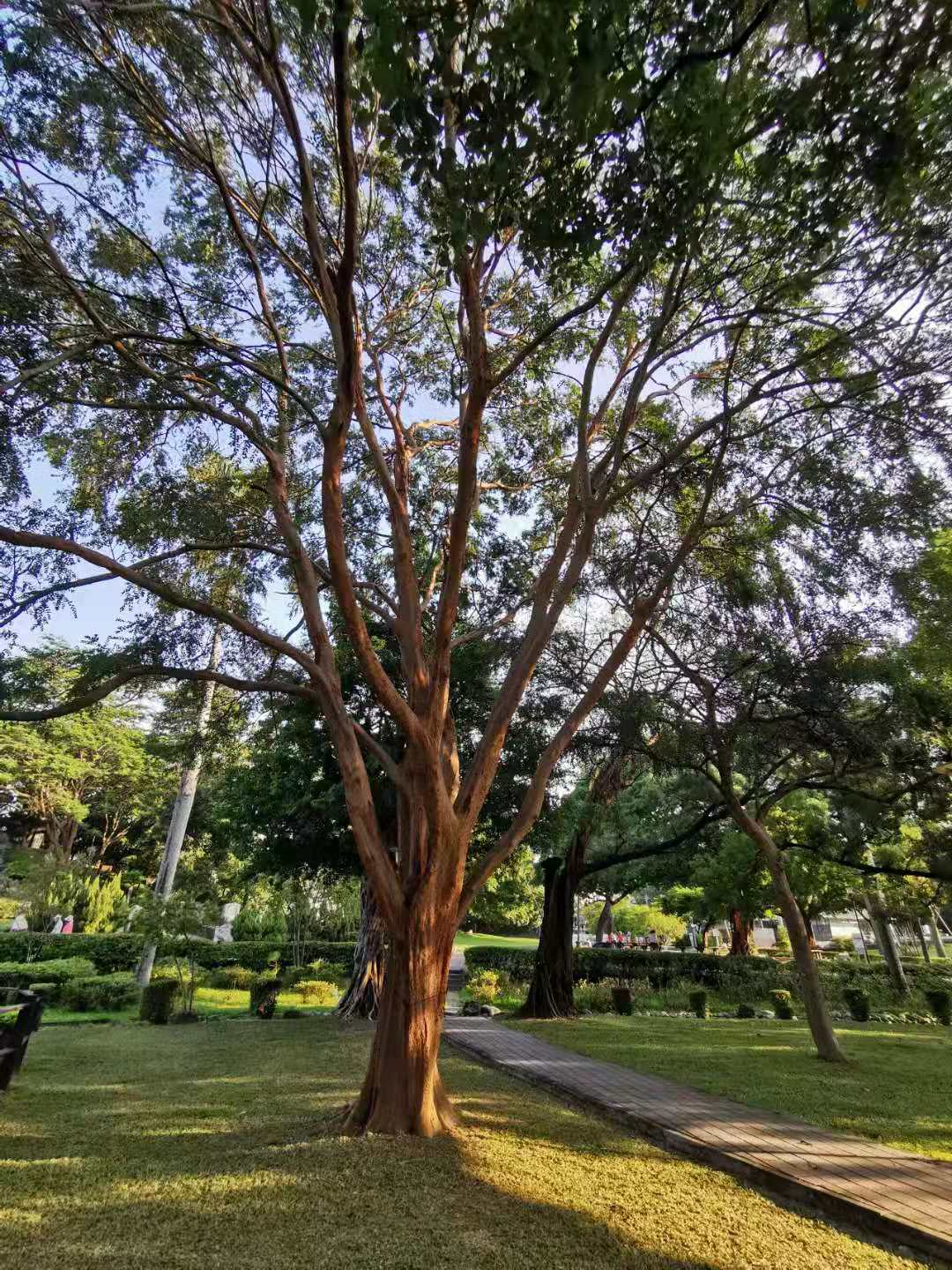
樹

## 人間との関わり

### 景観
他のニレ類と共に街路樹などに利用される。強健な性質で、日本では北海道南部まで植栽できる。ニレの並木は特に欧米で盛んであるが、欧米のニレはアジアから侵入したニレ立枯病に弱く大量枯死が問題化している。本種はこの病気に対して特に高い抵抗性を見せるために、在来ニレの代替種として、もしくは抵抗性雑種の親木として利用されることがある。ただし、ファイトプラズマを病原とし葉の黄化と萎縮を特長とするelm yellow病（和名未定）には比較的弱いとされる。

### 樹皮
日本の他のニレ属共通で樹皮を結って縄にしたり、内樹皮を叩いて潰して接着剤として使ったという。樹皮を水に漬けてから叩くと樹液が滲みだし、昔はカブトムシやクワガタムシの餌として使ったという

### 日本のニレ属植物
- ハルニレ
- オヒョウ
- アキニレ

### その他
- ニレ立枯病